# Odessa Young
Odessa Young (Sídney, Nueva Gales del Sur, Australia, 11 de enero de 1998) es una actriz australiana. Es conocida por sus papeles en las películas Looking for Grace (2015), The Daughter (2015) y Shirley (2020). Por su actuación en The Daughter se le otorgó un Premio AACTA a la Mejor Actriz en un Papel Protagónico.

## Biografía

### Carrera
Odessa Young comenzó a actuar a la edad de 11 años. Actuó en series de televisión como Wonderland y Tricky Business antes de iniciar su carrera cinematográfica.
En 2015, coprotagonizó la película The Daughter con Geoffrey Rush y Sam Neill. También en 2015, actuó junto a Radha Mitchell en Looking for Grace, donde interpretó el papel principal. Más tarde ese año, la revista Elle Magazine la apodó "la estrella en ascenso más brillante de Australia".
Por su papel en The Daughter, Young atrajo una considerable aclamación de la crítica y ganó el premio a la Mejor Actriz en un Papel Protagónico en los Premios AACTA 2016. Su actuación en The Daughter también le valió un premio a la Mejor Actriz de la Asociación Australiana de Críticos de Cine.
En 2017, Young interpretó a Genevieve en la serie web High Life. Por su actuación, ganó un premio IAWTV a la Mejor Actriz Principal - Drama. En 2018, ganó el premio a la mejor actriz en la quinta versión del Vancouver Web Series Festival por su papel en la serie. En 2020, Young participó en la serie de televisión de HBO MaxTokyo Vice, que está dirigida por Michael Mann y escrita por JT Rogers; siendo luego reemplazada por Rachel Keller.
El año 2020 protagonizó junto a Elisabeth Moss la película Shirley, sobre la vida de Shirley Jackson, además de formar parte del elenco principal de la serie de televisión The Stand, basada en la novela de Stephen King.

## Filmografía

### Largometrajes
| Año  | Título                  | Rol               | Ref.   |
| ---- | ----------------------- | ----------------- | ------ |
| 2015 | The Daughter            | Hedvig Finch      | [ 10 ] |
| 2015 | Looking for Grace       | Grace             | [ 7 ]  |
| 2017 | Sweet Virginia          | Maggie Russell    |        |
| 2018 | Assassination Nation    | Lily Colson       |        |
| 2018 | A Million Little Pieces | Lilly             |        |
| 2018 | The Professor           | Olivia Brown      |        |
| 2018 | Celeste                 | Rita              |        |
| 2019 | The Giant               | Charlotte         |        |
| 2020 | Shirley                 | Rose Nemser/Paula | [ 17 ] |
| 2021 | Mothering Sunday        | Jane Fairchild    |        |
| 2023 | Manodrome               | Sal               | [ 19 ] |
| 2024 | My First Film           | Vita              |        |
| 2024 | The Order               | Zillah            | [ 20 ] |
| 2024 | The Damned              | Eva               | [ 21 ] |

### Cortometrajes
| Año  | Título              | Rol   |
| ---- | ------------------- | ----- |
| 2007 | The Rose of Ba Ziz  | Niña  |
| 2014 | Blood Pulls a Gun   | Alice |
| 2015 | Upside Down Feeling | Molly |

### Series
| Año  | Título                            | Rol               | Notas        | Ref.   |
| ---- | --------------------------------- | ----------------- | ------------ | ------ |
| 2009 | My Place                          | Alexandra Owen    | 1 episodio   |        |
| 2012 | Tricky Business                   | Emma Christie     | 13 episodios |        |
| 2014 | The Moodys                        | Fran              | 1 episodio   |        |
| 2015 | Wonderland                        | Lucy Wallace      | 3 episodios  | [ 4 ]  |
| 2017 | High Life                         | Genevieve         | Serie Web    | [ 13 ] |
| 2020 | The Stand                         | Frannie Goldsmith | Miniserie    | [ 18 ] |
| 2022 | The Staircase                     | Martha Ratliff    | Miniserie    |        |
| -    | The Narrow Road to the Deep North | Ann Mulvaney      | Miniserie    |        |
| -    | Black Rabbit                      | Gen               | Miniserie    |        |

## Reconocimientos
| Año  | Premio                                         | Categoría                                       | Trabajo           | Resultado | Ref(s) |
| ---- | ---------------------------------------------- | ----------------------------------------------- | ----------------- | --------- | ------ |
| 2015 | Casting Guild of Australia Awards              | Premio Sirius a Mejor Actriz Emergente          | Looking for Grace | Ganador   | [ 22 ] |
| 2015 | Adelaide Film Festival                         | Mejor Película Internacional - Mención especial | Looking for Grace | Ganador   | [ 23 ] |
| 2016 | AACTA Awards                                   | Mejor Actriz Principal                          | The Daughter      | Ganador   | [ 11 ] |
| 2017 | Australian Film Critics Association Awards     | Mejor Actriz                                    | The Daughter      | Ganador   | [ 24 ] |
| 2017 | Film Critics Circle of Australia Awards        | Mejor Actriz                                    | The Daughter      | Ganador   | [ 25 ] |
| 2017 | Bilbao Seriesland Festival                     | Premio del Jurado - Mejor Actriz                | High Life         | Ganador   | [ 26 ] |
| 2017 | International Academy of Web Television Awards | Mejor Actuación Femenina en Drama               | High Life         | Ganador   | [ 27 ] |
| 2017 | Marseille Web Fest                             | Premio del Jurado - Mejor Actriz                | High Life         | Ganador   | [ 28 ] |
| 2018 | Vancouver Web Fest                             | Mejor Actriz                                    | High Life         | Ganador   | [ 29 ] |
| 2020 | Florida Film Critics Circle Awards             | Premio Breakout Pauline Kael                    | Shirley           | Nominado  | [ 30 ] |
| 2020 | Hollywood Critics Association                  | Mejor Actriz de Reparto                         | Shirley           | Nominado  | [ 31 ] |